# Nathan Cohen
Nathan Cohen (* 2. ledna 1986, Christchurch, Nový Zéland) je bývalý novozélandský veslař.
Na olympijských hrách 2012 v Londýně získal zlatou medaili na dvojskifu. Je též dvojnásobným mistrem světa na dvojskifu. Při zisku všech těchto medailí byl jeho partnerem na lodi Joseph Sullivan.